# 賢者の長き不在 -THE FIRSTKING ADVENTURE-
『賢者の長き不在 -THE FIRSTKING ADVENTURE-』（けんじゃのながきふざい ザ・ファーストキング・アドベンチャー）はマッグガーデンの月刊コミックブレイドにて連載されていた藤野もやむのファンタジー漫画作品。略称は「賢長不」または「賢者」。キャラクターグッズ化もされている。全8巻。
タイトルの『賢者の長き不在』には一応『LONG ABSENCE OF THE WISDOM』という英訳が付けられているが、アメリカ合衆国などで出版されている英語版の漫画ではサブタイトルの『THE FIRSTKING ADVENTURE』が題名として用いられている。『賢者長久不在』という題の中国語版や『DER KLEINE KONIG VALUMU』（小さな王ヴァルム）という題のドイツ語版（1冊6.5ユーロ：約950円）も存在する。

## あらすじ
ティルテュ国第一王子であるヴァルムは王になるために修行の旅に出る。

## 登場人物

### 主要人物
ヴァルム=ルーン=ティルテュ23歳/A型/やぎ座。ティルテュ国の第一王位継承者。ウェン、オシス、グロウン、ジアンと契約していて、後にリアンファイグレイドラウンと契約する。14歳の時にティルテュ国の王となるため試練の旅に出るが、9年も時間をかけた上、消息不明となり国民からの評判はよくない。穏やかな性格で、精主との契約も精主の体調や気持ちを優先したり、守る場所・帰る場所がある精主は武器を使って必要に応じて召喚する。武器を選ぶ際、新しく洗礼するのが面倒臭いと何代か前の王が使った武器を使いまわしている。
八重野まつり（むえの まつり）第二小学校5年3組。10歳/O型/うお座。アラミンと契約する。
向井豊（むかい ゆたか）第二小学校5年3組。11歳/B型/双子座。グースト、死神と契約する。
海潮也人（うしお なりと）アルタベイズ学園に通う小学5年生。10歳/AB型/やぎ座。ユームと契約する。: 契約に強い関心を抱いており、ユームと契約した後、ヒコンを倒し美和の印を消す。光の柱が現れたときに持っていた扇を特別なものとして大切に持ち歩いているが、後に１人別行動をとろうと逃げ出した阿佐美をヴァルム達と追いかけ、落ちてきたヴァルムと阿佐美の下敷きになって壊れる。
相馬阿佐美（そうま あさみ）第二小学校5年1組。10歳/B型/てんびん座。モンドと契約する。馴れ合いを好まないクールな印象だが、印集めに興味を抱いたり負けず嫌いな一面もある。実の兄に強い恋心を抱いていたが、兄に恋人がいると知ってショックを受ける。

### その他の人物
海潮美和海潮也人の妹。ヒコンと契約する。体が弱いが、才能に恵まれている。
ヴラッド20歳/A型/おうし座。ティルテュ国の第二王子。兄であるヴァルムを毛嫌いしている。武道会で優勝し、ナインと契約する。後にヴァルムが契約する予定だったペゴンと契約。精主を「これ」と呼ぶ。
サハラ＝サン＝ビスグレイドティルテュ国の配下となった元ビスグレイド国の王族。王を決める武道会に参加しており、捕らえられたヴァルム達を助けるために二人で武道会に参加していたまつりと也人に引き返せと忠告をする。その後、也人vsヴラッド戦で也人を庇い、ヴァルムと行動を共にする。女性だが、最初は目以外を覆った服装故にまつりや阿佐美から男性だと思われていた。ヴァルムよりずっとずっと年上。